# 하남 하사창동 철조석가여래좌상
하남 하사창동 철조석가여래좌상(河南 下司倉洞 鐵造釋迦如來坐像, 영어: Iron Seated Sakyamuni Buddha from Hasachang-dong, Hanam)은 서울특별시 용산구 용산동6가 국립중앙박물관에 있는 고려 시대의 철제 불상이다. 경기도 하남시 하사창동의 절터에서 발견됐으며,발굴 지역의 옛 지명을 본뜬 "광주 춘궁리 철불"로도 불린다. 현재 국립중앙박물관에 전시되어 있으며, 1963년 1월 21일 대한민국의 보물 제332호로 지정되었다.

## 현지 안내문
하남 하사창동 철조석가여래좌상(河南 下司倉洞 鐵造釋迦如來坐像)은 경기도 광주군 동부면 하사창리의 절터에서 발견된 고려시대의 철불 좌상이다.
얼굴은 둥글지만 치켜 올라간 눈, 꼭 다문 작은 입, 날카로운 코의 표현에서 관념적으로 변해가는 고려시대 불상의 특징을 엿볼 수 있다. 목에는 3줄의 주름인 삼도(三道)가 뚜렷하게 표시되어 있으나 가슴까지 내려와 목의 한계를 명확히 구분짓지 않고 있다. 오른쪽 어깨를 드러내고 왼쪽 어깨만 감싸고 있는 옷에는 간결한 옷주름이 표현되었다.
당당한 어깨와 두드러진 가슴은 석굴암 본존불의 양식을 이어 받은 것이며, 날카로운 얼굴 인상과 간결한 옷주름의 표현은 고려 초기 불상의 전형적인 표현 기법이다.
통일신라 불상 양식을 충실히 계승한 고려 초기의 전형적인 작품임을 알 수 있다.

## 개요
고려 초기의 추상적인 경향을 보이는 불상이다. 체구·의습 등은 사실적인 수법을 보이고 있어 자연주의적인 요소를 가미했으나 안면(顔面) 묘사에서 변형된 형태를 보인다. 보물 제422호인 남원 선원사 철조여래좌상과 매우 비슷하다.
고려 시대로서는 예외적으로 큰 불상이다. 얼굴 모습이나 손(手) 모양, 자세, 편단우견(偏袒右肩)의 천의의 모습과 주름 등 모두 석굴암의 본존상을 충실히 모방하고 있어서 통일신라시대 불상으로 보아 왔으나 지나치게 긴 눈, 예리한 눈썹, 입술의 윤곽 등 추상적인 경향이 뚜렷한 점, 또 최근에 원 소재지에서 고려 시대의 안상(眼象)을 새긴 석불좌(石佛座)가 발견된 점 등으로 고려 초기의 불상으로 심증을 굳히게 되었다. 신라 불상을 충실하게 재현하려는 노력이 엿보이는, 고려 초기의 복고적인 특색을 보이는 작품이다.
발굴 당시 출토된 지역이  광주군 동부면 춘궁리였기 때문에 광주 춘궁리 철불로도 불리지만, 해당 지역이 하남시로 승격된 이후 지금의 명칭으로 바뀌었다.
높이 2.88미터, 무게 6.2톤의 초대형 철제 불상이다. 국립중앙박물관이 경복궁에서 용산동6가로 이전할 때 이 철불도 옮겨야 했는데, 워낙 불상이 커서 엘리베이터를 이용하지 못하고 두께 53cm인 지하 전시실 벽을 헐어 내고 150톤에 달하는 특수 크레인을 이용해 지상으로 끌어올려야 했다. 그렇게 철불을 빼낸 후, 트레일러에 실어 용산으로 이송했다.

## 사진

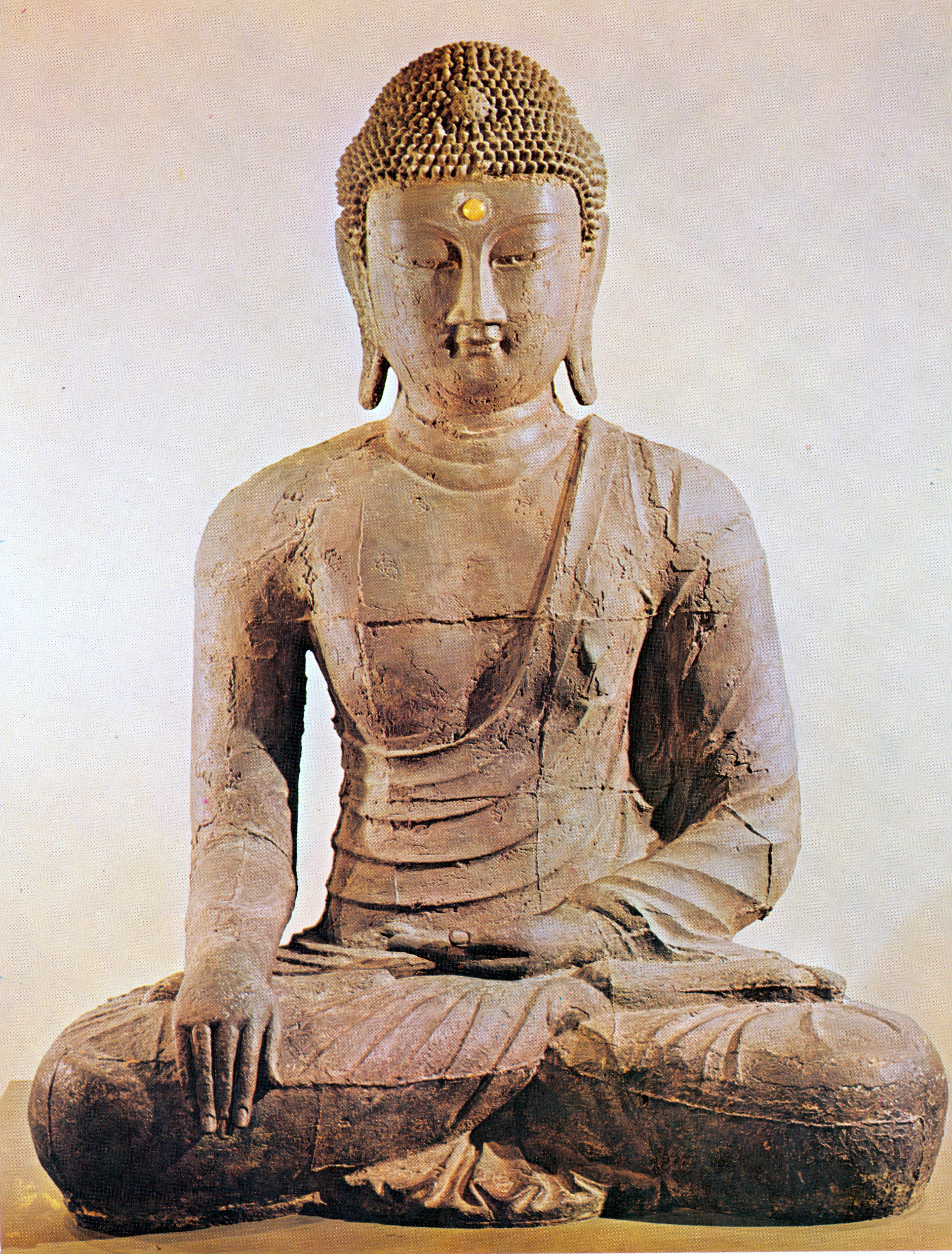

## 참고 문헌
- 이 문서에는 다음커뮤니케이션(현 카카오)에서 GFDL 또는 CC-SA 라이선스로 배포한 글로벌 세계대백과사전의 "《하남 하사창동 철조석가여래좌상》" 항목을 기초로 작성된 글이 포함되어 있습니다.

## 참고 자료
- 하남 하사창동 철조석가여래좌상 - 국가유산청 국가유산포털